# Miguel María Iribarren
Miguel María Iribarren   (Urrotz, 1782 - 16 d'abril de 1837) fou un militar isabel·lí d'origen basc. Va participar en la guerra del francès i la primera guerra carlina on va ser condecorat per Isabel segona i va morir a la batalla d'Osca el 1837.

## Biografia
El 1812 era sergent major i comandant interí del regiment de cavalleria d'hússars de Navarra de la divisió del general Espoz y Mina. Sent general durant la primera guerra carlina va comandar la columna cristina de la Ribera de Navarra, amb la que el 1836 va derrotar Francisco Iturralde a Cárcar i a Ramon Cabrera a la batalla de Rincón de Soto, dispersant completament els 900 infants i 400 cavalls carlins i la fugida del general tortosí, sol i ferit.
El 24 de maig de 1837 el seu exèrcit, de 10.000 a 11.000 homes d'infanteria, 1.000 cavalls i 14 canons, va ser vençut per les forces carlines a la batalla d'Osca, morint l'endemà a l'hospital d'Almudébar per les ferides rebudes en combat.